# Carinthia (Schiff, 1956)
Die Carinthia war ein 1956 in Dienst gestelltes Passagierschiff der britischen Cunard Line und eines von vier Schwesterschiffen der Saxonia-Klasse, die auf der Nordtransatlantikroute im Einsatz waren. Die seit 1967 für Kreuzfahrten eingesetzte Carinthia wechselte in ihrer fast fünfzigjährigen Dienstzeit mehrfach den Namen und Betreiber. So war sie zwischen 1988 und 2000 als Fair Princess für Princess Cruises im Einsatz. Nachdem das Schiff zuletzt bis 2003 für Casinokreuzfahrten genutzt worden war, traf es im November 2005 zum Abbruch im indischen Alang ein.

## Geschichte
Die Carinthia war das dritte von insgesamt vier Schiffen der zum Jahresende 1951 in Auftrag gegebenen Saxonia-Klasse, von der ursprünglich nur zwei Einheiten (Saxonia und Ivernia) gebaut werden sollten. Trotz der wachsenden Konkurrenz der Linienfluggesellschaften entschied sich Cunard später noch zum Bau der Carinthia und der Sylvania. Die Carinthia entstand unter der Baunummer 699 bei John Brown & Company in Clydebank und wurde am 14. Dezember 1955 vom Stapel gelassen. Ihre Taufpatin war Princess Margaret. Nach der Übernahme durch die Cunard Line nahm das Schiff am 27. Juni 1956 den Liniendienst von Liverpool nach New York sowie nach Montreal auf.
Zur Ausstattung des Schiffes zählten jeweils ein Speisesaal und eine Lounge mit Tanzfläche in der Ersten Klasse und der Touristenklasse. Die Erste Klasse verfügte zudem über eine Cocktailbar, während den Passagieren der Touristenklasse unter anderem ein Café zur Verfügung stand. Das sich über zwei Decks erstreckende Theater und Kino der Carinthia wurde von beiden Klassen genutzt. Die Carinthia galt wie ihre Schwesterschiffe als ein eher altmodisches Schiff mit Designanleihen aus der Vorkriegszeit. Während die ersten beiden Einheiten Saxonia und Ivernia eine modernere, aber deswegen auch teils negativ aufgefasste Innenausstattung erhielten, entschied sich Cunard bei der Carinthia für einen eher konservativen, klassischen Einrichtungsstil, der jedoch ebenfalls gemischte Meinungen bei den Passagieren auslöste.
Nachdem der Transatlantikdienst unwirtschaftlich geworden war, wechselte die Carinthia 1967 in den Kreuzfahrtbetrieb. Nach einem weiteren Jahr im Dienst für die Cunard Line ging das Schiff 1969 in den Besitz von Fairland Shipping über, die es in Fairland umbenannten und in Southampton aufliegen ließen.
Von Februar 1970 bis Juli 1972 wurde die Fairland in Triest zum reinen Kreuzfahrtschiff umgebaut und hierbei in ihrer äußeren Erscheinung stark verändert. Während des Umbaus erhielt sie 1971 den Namen Fairsea, neuer Eigner war nun die Reederei Sitmar. Im Juli 1972 nahm das in den Vereinigten Staaten stationierte Schiff den Dienst auf. Ihr Schwesterschiff Sylvania wurde ebenfalls von Sitmar übernommen und auf dieselbe Weise umgebaut.

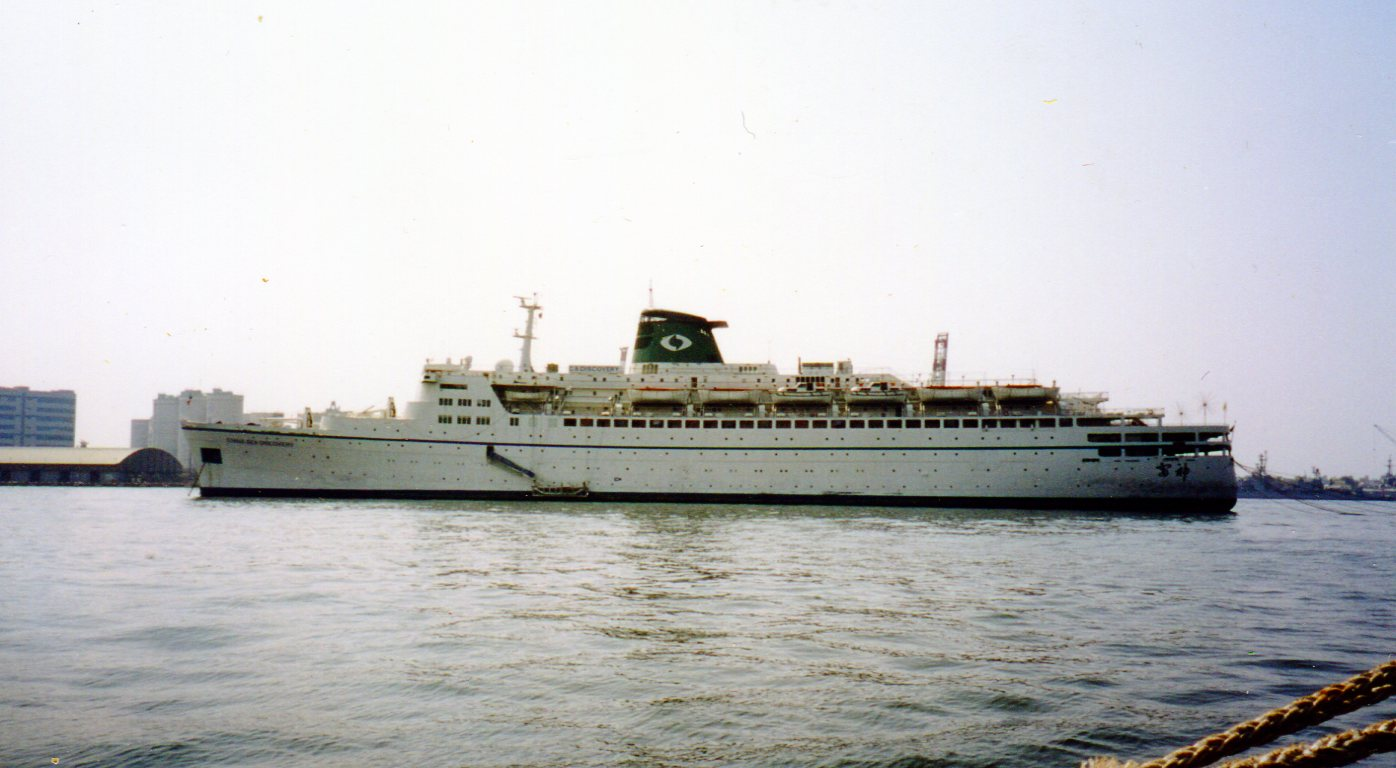
Als China Sea Discovery in Kaohsiung, Februar 2002

Im April 1974 geriet die Fairsea in die Schlagzeilen, als 525 Passagiere an Bord an einem Virus erkrankten. 1984 wurde das Schiff abermals umgebaut und 1989 unter dem Namen Fair Princess an Princess Cruises verkauft. Nachdem die Fair Princess weitere acht Jahre in den Vereinigten Staaten stationiert gewesen war, wechselte sie 1997 für Kreuzfahrten ab Sydney nach Australien, wo sie drei Jahre lang im Einsatz blieb.
2000 wurde das Schiff unter dem Namen China Sea Discovery nach Hongkong verkauft und von dort aus für Casinokreuzfahrten vor der Küste eingesetzt, die sich jedoch nicht als rentabel erwiesen. Ab 2002 lief es unter anderem auch die japanische Stadt Ishigaki an. 2003 wurde die China Sea Discovery ausgemustert und in Kaohsiung aufgelegt.
Nach zwei Jahren Liegezeit ging das Schiff 2005 an eine Abwrackwerft im indischen Alang, wo es am 18. November 2005 unter dem Überführungsnamen Sea Discovery zum Abbruch eintraf. Mit ihr verschwand das letzte Schiff der Saxonia-Klasse.